# DAF Daffodil 31

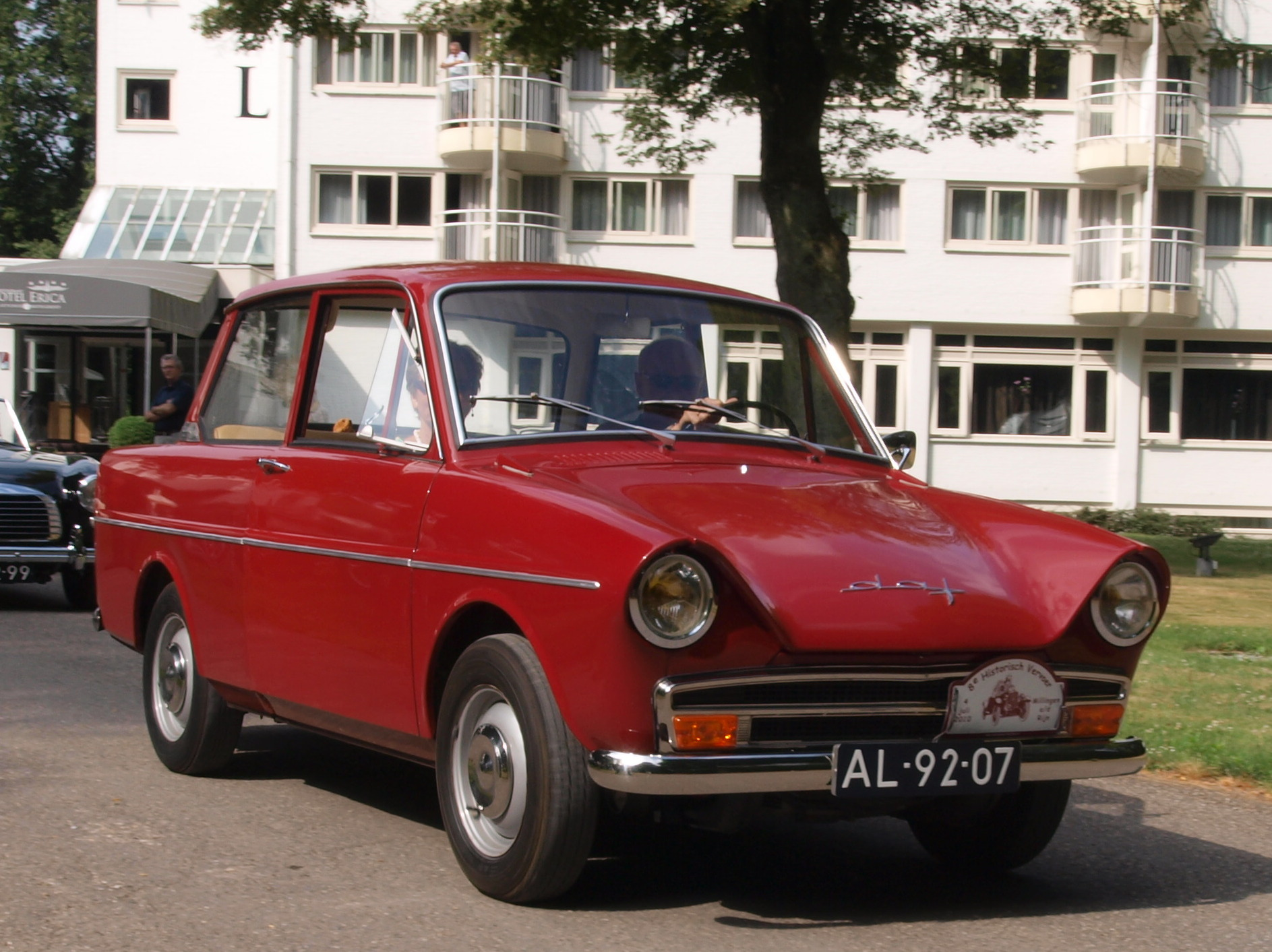
DAF Daffodil 31 uit 1965

De Daf Daffodil 31 is een autotype van Nederlandse autofabrikant DAF. Zij werd in 1963 gepresenteerd als opvolger van de DAF Daffodil 30. Bij de introductie van de Daffodil 31 werd ook de productie van de DAF 750 en de DAF 600 beëindigd. Daarmee werd het aantal typen teruggebracht en daarmee werd een meer gestandaardiseerde productie bereikt. De Daffodil 30 is geleverd als Standaard, Luxe en Luxe Extra, waarbij het het eerste type het goedkoopst en het minst luxueus was en de laatste op beide vlakken het hoogst scoort. Daarnaast is de Daffodil 31 ook geleverd als Combi en Pick-up. Deze komen qua uitrusting overeen met de Standaard.

## Technisch
De Daffodil 31 had dezelfde luchtgekoelde 746cc tweecilinder boxermotor als de Daffodil 30 en de DAF 750. Alleen de carburateur was gewijzigd en de maximale compressie in de cilinders was verhoogd naar 7,5:1. Dat verhoogde vooral de zuinigheid van de motor. De Daffodil 31 is uiteraard weer uitgerust met de Variomatic. Hiervan was de vacuümklep verbeterd. Ook de schijven waren verchroomd, al was deze wijziging ingevoerd ten tijde van de vorige types. Onder de Variomatic werd vanaf de Daffodil 31 een beschermkap aangebracht. De wielen zijn vergroot naar 13 inch.

## Exterieur

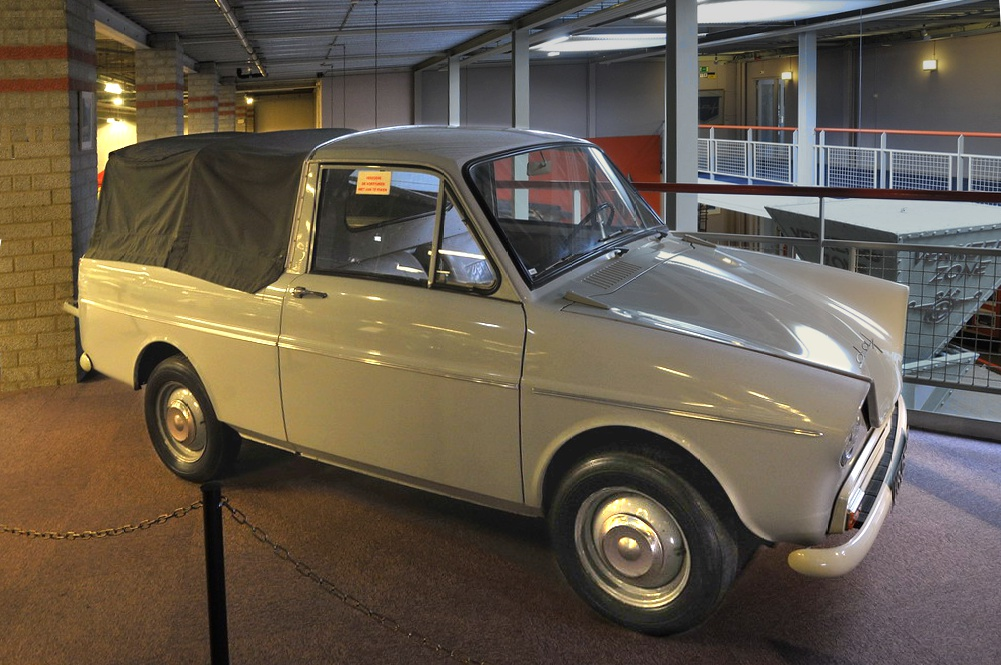
Daffodil 31 Pick Up uit 1964

De belangrijkste wijziging betrof de daklijn. Deze is minder rond en heeft een hoekige achterkant in plaats van de bolle achteruit van de voorgaande modellen. De grille was versoberd. De dubbele verchroomde balken door het midden waren vervangen door een enkele. De richtingaanwijzers aan de voorkant vallen binnen de grille en hebben de vorm van een trapezium, die ook de latere modellen van de a-body kenmerken. Het woord Daffodil was geschreven op het luchtfilter op de laatste stijl. De Daffodil 31 heeft wel de ronde kofferdeksel en de diep verzonken neus gemeen met de oudere typen.

## Interieur
Het dashboard van de Daffodil 31 is van zwart kunststof en is daarmee het oudste type DAF dat hiermee geleverd is. De standaard en de Luxe hadden beide één klok, de Luxe Extra heeft twee klokken. Het stuur is direct op het dashboard gemonteerd en de hendels bevinden zich ook op het dashboard en niet aan de stuurkolom zoals in het vorige type Daffodil. Nieuw voor de Daffodil 31 Luxe Extra is ook de inlaat voor koude lucht via het dashboard. De Luxe Extra uitvoering heeft daarnaast ook luxe-elementen als armsteunen in de portieren en uitzetbare achterruiten.

## Overige
Bij introductie was de prijs van de Daffodil 31 200 gulden lager dan zijn voorganger, die echter toen het topmodel van DAF was naast de 750 en de 600. In 1964 werd de 100.000ste DAF geproduceerd en dat was een Daffodil 31. De 31 werd door het publiek altijd Daffodil genoemd. De aanduiding 31 werd door DAF intern gebruikt en wordt nog steeds in de literatuur gehanteerd ter onderscheiding van het voorafgaande en het volgende type. Het nummer 31 is gebaseerd op het motorvermogen van 30 SAE PK verhoogd met 1 ter onderscheiding terwijl het vermogen zelf niet verhoogd was. In 1965 werd het model afgelost door de DAF Daffodil 32.
| DAF-personenauto's tussen 1950 tot 1980 | DAF-personenauto's tussen 1950 tot 1980 | DAF-personenauto's tussen 1950 tot 1980 | DAF-personenauto's tussen 1950 tot 1980 | DAF-personenauto's tussen 1950 tot 1980 | DAF-personenauto's tussen 1950 tot 1980 | DAF-personenauto's tussen 1950 tot 1980 | DAF-personenauto's tussen 1950 tot 1980 | DAF-personenauto's tussen 1950 tot 1980 | DAF-personenauto's tussen 1950 tot 1980 | DAF-personenauto's tussen 1950 tot 1980 | DAF-personenauto's tussen 1950 tot 1980 | DAF-personenauto's tussen 1950 tot 1980 | DAF-personenauto's tussen 1950 tot 1980 | DAF-personenauto's tussen 1950 tot 1980 | DAF-personenauto's tussen 1950 tot 1980 | DAF-personenauto's tussen 1950 tot 1980 | DAF-personenauto's tussen 1950 tot 1980 | DAF-personenauto's tussen 1950 tot 1980 | DAF-personenauto's tussen 1950 tot 1980 | DAF-personenauto's tussen 1950 tot 1980 | DAF-personenauto's tussen 1950 tot 1980 | DAF-personenauto's tussen 1950 tot 1980 | DAF-personenauto's tussen 1950 tot 1980 | DAF-personenauto's tussen 1950 tot 1980 | DAF-personenauto's tussen 1950 tot 1980 | DAF-personenauto's tussen 1950 tot 1980 | DAF-personenauto's tussen 1950 tot 1980 | DAF-personenauto's tussen 1950 tot 1980 | DAF-personenauto's tussen 1950 tot 1980 |      |
| --------------------------------------- | --------------------------------------- | --------------------------------------- | --------------------------------------- | --------------------------------------- | --------------------------------------- | --------------------------------------- | --------------------------------------- | --------------------------------------- | --------------------------------------- | --------------------------------------- | --------------------------------------- | --------------------------------------- | --------------------------------------- | --------------------------------------- | --------------------------------------- | --------------------------------------- | --------------------------------------- | --------------------------------------- | --------------------------------------- | --------------------------------------- | --------------------------------------- | --------------------------------------- | --------------------------------------- | --------------------------------------- | --------------------------------------- | --------------------------------------- | --------------------------------------- | --------------------------------------- | --------------------------------------- | ---- |
| Type                                    | 1950                                    | 1950                                    | 1950                                    | 1950                                    | 1950                                    | 1950                                    | 1950                                    | 1950                                    | 1950                                    | 1950                                    | 1960                                    | 1960                                    | 1960                                    | 1960                                    | 1960                                    | 1960                                    | 1960                                    | 1960                                    | 1960                                    | 1960                                    | 1970                                    | 1970                                    | 1970                                    | 1970                                    | 1970                                    | 1970                                    | 1970                                    | 1970                                    | 1970                                    | 1970 |
| Type                                    | 0                                       | 1                                       | 2                                       | 3                                       | 4                                       | 5                                       | 6                                       | 7                                       | 8                                       | 9                                       | 0                                       | 1                                       | 2                                       | 3                                       | 4                                       | 5                                       | 6                                       | 7                                       | 8                                       | 9                                       | 0                                       | 1                                       | 2                                       | 3                                       | 4                                       | 5                                       | 6                                       | 7                                       | 8                                       | 9    |
| A-body                                  |                                         |                                         |                                         |                                         |                                         |                                         |                                         |                                         |                                         | 600                                     | 600                                     | 600                                     | 600                                     |                                         |                                         |                                         |                                         |                                         |                                         |                                         |                                         |                                         |                                         |                                         |                                         |                                         |                                         |                                         |                                         |      |
| A-body                                  |                                         |                                         |                                         |                                         |                                         |                                         |                                         |                                         |                                         |                                         | 750                                     |                                         |                                         |                                         |                                         |                                         |                                         |                                         |                                         |                                         |                                         |                                         |                                         |                                         |                                         |                                         |                                         |                                         |                                         |      |
| A-body                                  |                                         |                                         |                                         |                                         |                                         |                                         |                                         |                                         |                                         |                                         |                                         | 30                                      | 30                                      | 31                                      | 31                                      | 32                                      | 32                                      | 33                                      | 33                                      | 33                                      | 33                                      | 33                                      | 33                                      | 33                                      |                                         |                                         |                                         |                                         |                                         |      |
| B-body                                  |                                         |                                         |                                         |                                         |                                         |                                         |                                         |                                         |                                         |                                         |                                         |                                         |                                         |                                         |                                         |                                         | 44                                      | 44                                      | 44                                      | 44                                      | 44                                      | 44                                      | 44                                      | 44                                      | 46                                      | 46                                      |                                         |                                         |                                         |      |
| B-body                                  |                                         |                                         |                                         |                                         |                                         |                                         |                                         |                                         |                                         |                                         |                                         |                                         |                                         |                                         |                                         |                                         |                                         |                                         | 55                                      | 55                                      | 55                                      | 55                                      | 66                                      | 66                                      | 66                                      |                                         |                                         |                                         |                                         |      |